# Ель-Ордіаль
Ель-Ордіаль (ісп. El Ordial) — муніципалітет в Іспанії, у складі автономної спільноти Кастилія-Ла-Манча, у провінції Гвадалахара. Населення — 39 осіб (2010).
Муніципалітет розташований на відстані близько 95 км на північний схід від Мадрида, 55 км на північ від Гвадалахари.
На території муніципалітету розташовані такі населені пункти: (дані про населення за 2010 рік)
- Ла-Нава-де-Хадраке: 11 осіб
- Ель-Ордіаль: 28 осіб

## Демографія
Динаміка населення (INE ):

## Галерея зображень

Розташування муніципалітету у провінції Гвадалахара